# Orchestra nazionale russa
L'Orchestra nazionale russa, in russo Российский национальный оркестр?, Rossijskij nacional'nyj orkestr, è stata fondata a Mosca nel 1990. Si tratta di un'istituzione privata sostenuta da singoli, società e fondazioni in Russia e in tutto il mondo. Le organizzazioni affiliate includono la Russian National Orchestra Trust, la Russian Arts Foundation e l'American Council of the Russian National Orchestra. È stata la prima orchestra russa ad esibirsi al Palazzo Apostolico, in Vaticano e in Israele.
La prima registrazione dell'orchestra (1991) è stata la Sinfonia n. 6 di Čajkovskij, pubblicata da Virgin Classics. Da allora, ha eseguito più di 75 registrazioni per Deutsche Grammophon, PentaTone Classics, Ondine, Warner Classics ed altre etichette, con direttori che includono il fondatore e direttore artistico Michail Pletnëv, Vladimir Jurowski, Kent Nagano, Aleksandr Vedernikov, Carlo Ponti Jr., José Serebrier e Vasilij Petrenko.
Nel 2004 la registrazione di Pierino e il lupo di Prokof'ev abbinata a  Wolf Tracks del compositore francese Jean-Pascal Beintus, diretta da Kent Nagano con le voci narranti di Sophia Loren, Bill Clinton e Michail Gorbačëv, ha vinto un Grammy Award, rendendo l'Orchestra nazionale russa la prima orchestra russa ad aver vinto questo premio. Nel 2007 è stata pubblicata una versione in lingua spagnola, con Antonio Banderas come voce narrante, seguita da una versione russa con le voci degli attori Oleg Pavlovič Tabakov e Sergej Bezrukov e da un'edizione in cinese nel 2011.
Nel 2008, una commissione internazionale di critici formata dalla rivista inglese Gramophone, ha giudicato l'Orchestra nazionale russa come una delle orchestre più importanti del mondo.

## Discografia
Dal 1990 l'Orchestra nazionale russa ha effettuato più di 75 registrazioni in CD e SACD, tra cui:
- Čajkovskij: Sinfonia n. 6, Patetica
- Čajkovskij: Lo schiaccianoci
- Rimskij-Korsakov: Shahrazād
- Čajkovskij: Sinfonia n. 5
- Čajkovskij: Sinfonia n. 4
- Glazunov: Tutti i concerti
- Rachmaninov: Sinfonie n. 1-3
- Rachmaninov: Le campane, Op. 35
- Čajkovskij: Il lago dei cigni
- Prokof'ev e Beintus: Pierino e il lupo / Wolf Tracks
- George Gershwin e Leonard Bernstein
- Rimskij-Korsakov: Suite orchestrali
- Šostakovič: Sinfonia n. 15 e Amleto
- Musorgskij: Quadri da un'esposizione
- Čajkovskij: Amleto e Romeo e Giulietta
- Beethoven: I cinque concerti per pianoforte
- Prokof'ev: Sinfonia n. 5
- Beethoven: Le nove sinfonie
- Lee Johnson: Dead Sinfonia
- Šostakovič: Sinfonie n. 5 e n. 9
- Čajkovskij: Concerto per violino e orchestra in Re maggiore (pianista: Julia Fischer)
- Šostakovič: Sinfonia n. 8
- Šostakovič: Sinfonie n. 1 e n. 6
- Šostakovič: Sinfonia n. 11
- Ravel e Prokof'ev: Concerti per pianoforte (pianista: Francesco Tristano Schlimé)
- Čajkovskij: Suite n. 3; Stravinsky: Divertimento
- Gordon Getty: Young America
- Taneev: Alla lettura di un salmo
- Fryderyk Chopin & Johann Carl Gottfried Loewe: Concerti per pianoforte (pianista: Mari Kodama)
- Čajkovskij: Concerto per violino e pianoforte
- Prokof'ev, Rachmaninov: Concerto per pianoforte n. 3 (pianista: Michail Pletnëv)
- Čajkovskij & Conus: Violin Concertos (David Garrett)
- Rachmaninov: Sinfonia n. 1
- Skrjabin: Sinfonia n. 3
- Čajkovskij: La bella addormentata
- Beethoven & Mozart: Concerti per clarinetto (clarinettista: Michael Collins)
- Čajkovskij: Poemi sinfonici
- Igor' Fëdorovič Stravinskij: L'uccello di fuoco
- Čajkovskij: Sinfonie 1-6
- Mjaskovskij: Concerto per violoncello ed orchestra (violoncellista: Mischa Maisky)
- Dvořák: Danze Slave Op. 46 & 72
- Prokof'ev: Cenerentola
- Rachmaninov: Sinfonia n. 2
- Čajkovskij: Sinfonia n. 6